# Tobler János
Tobler János (németül: Johann Tobler; Sopron, 1889. szeptember 27. – ?) író, kelmefestő, szakszervezeti vezető, országgyűlési képviselő, politikus.

## Élete
Sopronban apja műhelyében kelmefestő és vegytisztító tanonc volt, majd segédként a helyi keresztényszocialista szervezet titkára lett. 1914-1918 között az első világháború harcterein szolgált. 1918-ban Pozsonyban a Keresztényszocialista Párt városi titkára lett, az összeomlás után pedig az Országos Keresztényszocialista Párt szervezője és megalakításától 1919–1920 szeptembere között országos főtitkára. A csehszlovák hatóságok hazaárulással és kémkedéssel vádolták és bebörtönözték. Illaván raboskodott, amikor 1920-ban a csehszlovák parlamenti választásokon a OKP főtitkáraként a terror ellenére az érsekújvári választókörzet képviselőjévé választották. 1920–1922 között Prágában nemzetgyűlési képviselő. A magyar és német tannyelvű iskolákért, a színházakért, az elbocsátott postások és vasutasok érdekeiért és a nemzetiségi önrendelkezési jogokért küzdött. A hatóságok rendezetlen állampolgárságára hivatkozva megfosztották képviselői mandátumától. Mandátumát ideiglenesen Jindřich Daxer szerezte meg. 6 hét aranyosmaróti internálás után kiutasították Csehszlovákiából. 
Magyarországon, Pestszenterzsébeten telepedett le, ahol a Rákóczi Szövetség munkatársaként dolgozott. 1926–1939 között a magyar országgyűlés tagja volt. Az 1930-as években a keresztény szellemiségű szakszervezetek meghatározó személyisége, az Országos Szakegyesületek Szövetségének az elnöke volt.
1918–1920 között a Presburger Tagblatt felelős szerkesztője, 1938-1942 között a Keresztényszocialista Évkönyv szerkesztője volt. Számos német és magyar újság szerkesztője, a Katolikus Lexikon munkatársa.

## Művei
- 1925 Keresztény szocialisták naptára 1926. Budapest.
- 1938 A munkásság helyzete a diktatórikus államokban. Budapest.
- 1938 Mit akarunk? Evolúció v. revolúció. In: Keresztényszocialista Évkönyv. Budapest.
- 1939 Emlékek a felvidéki magyar mozgalmak hősi korából.
- 1940 Vezérelveink.
- 1941 A magyar történelem bírál el bennünket. Rerum novarum. Budapest.